# Gonolobus marmoreus
Gonolobus marmoreus là một loài thực vật có hoa trong họ La bố ma. Loài này được (Woodson) Morillo mô tả khoa học đầu tiên năm 1988.